# Gens (gruppo musicale)
I Gens sono stati un gruppo musicale italiano attivo tra gli anni sessanta e gli anni settanta.

## Storia del complesso
La band nasce a Messina nel 1967 su iniziativa di Filiberto Ricciardi (nato a Messina il 25 aprile del 1949). Gli altri componenti sono Pippo Landro (nato a Messina il 5 febbraio 1949), Ettore Cardullo (nato a Messina il 17 luglio 1948), Gilberto Bruno (nato a Messina l'8 giugno 1948 - morto a Orzinuovi il 16 maggio 1971) e Pino Salpietro (nato a Messina il 2 febbraio 1947 - morto a Messina il 24 marzo 2020). Dopo le prime serate, l'anno successivo il complesso partecipa e vince il terzo Torneo EuroDavoli (che si svolge ad agosto a Tirrenia) con la cover di Is it yes, is it no di James Brown, tradotta dal messinese Salvatore Trimarchi in Brucerà, vittoria che procura al gruppo un contratto con la Det.
Con la stessa canzone partecipa a dicembre al primo Trofeo EuroDavoli Europa, che si tiene a Lugano, ed è con questa canzone che avviene il debutto discografico del complesso: il brano viene inserita nella colonna sonora del film Plagio, diretto da Sergio Capogna, ed interpretato da Mita Medici e Ray Lovelock. Nella colonna sonora vi è anche un'altra canzone, In fondo al viale, scritta anch'essa da Salvatore Trimarchi, che viene pubblicata su 45 giri ottenendo un successo enorme, e che partecipa alla quarta edizione del Festival di Rieti. La canzone sul retro, Laura (dei giorni andati), è scritta per loro da Roberto Vecchioni.

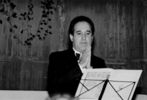
Filiberto Ricciardi tenore

La formazione della band subisce un cambiamento nel 1971, quando il chitarrista Gilberto Bruno muore in un incidente stradale dopo un concerto ad Orzinuovi, nei pressi di Brescia, e viene sostituito da Mauro Culotta, genovese di origine siciliana; il successo viene comunque replicato da Insieme a lei, canzone con influssi psichedelici.
In seguito il complesso partecipa al Festival di Sanremo 1970 con La stagione di un fiore, e torna al Festival l'anno successivo con Lo schiaffo di Giandiego Deriu e Vincenzo Barsanti, incisa per la nuova casa discografica, la Amico, e con un nuovo cantante, Alberto Tadini, che sostituisce Ricciardi per due 45 giri, e diverrà molto noto nel 1978 cantando Goldrake, seconda sigla finale della serie Atlas Ufo Robot con il nome d'arte di Michel Tadinì.
In questo periodo la band abbandona le sonorità beat, per passare ad un pop melodico con, a volte, influenze progressive. Essa passa poi alla Philips, con cui vince il Cantagiro del 1972 con Per chi, cover di Without You di Harry Nilsson. Ottiene un buon riscontro in classifica anche il brano Cara amica mia, che partecipa a "Un disco per l'estate 1973". Anche il successivo singolo, Anche un fiore lo sa, raggiunge i vertici della Hit Parade, confermando il momento di sintonia con il grande pubblico.
Il complesso ottiene un terzo posto al Festival di Zurigo e successo in numerose manifestazioni europee. Nel 1974 viene pubblicato l'unico, eponimo album 33 giri. 
Dopo lo scioglimento, Filiberto Ricciardi insieme al bassista Pino Allegro forma Gli Opera, mentre il chitarrista Mauro Culotta collabora con Ivano Fossati alla realizzazione dell'album Il grande mare che avremmo traversato, scrivendo anche la musica del brano La realtà e il resto.
Il bassista Ettore Cardullo ed il tastierista Pippo Landro formano con Mario Volanti il gruppo La Nuova Gente, che incide alcuni 45 giri e partecipa al Festival di Sanremo 1976, sciogliendosi subito dopo. Landro avrà poi una carriera come produttore discografico, mentre Ricciardi, dagli anni '80, diverrà un apprezzato tenore.
Nel 1990, in occasione della trasmissione di Red Ronnie Una rotonda sul mare, si riformano i Gens. Con l'ingresso nella formazione del genovese Enrico Bianchi alla voce ed alle tastiere, i Gens incidono per Radio Italia l'album Uomini, non dei, partecipando a diverse trasmissioni televisive. L'album entrerà nella classifica di vendita di Sorrisi e Canzoni TV nell'estate 1992.

## Formazione
- Filiberto Ricciardi: voce, chitarra (dal 1967 al 1971, dal 1972 al 1974)
- Alberto Tadini: voce, chitarra (dal 1971 al 1972)
- Gilberto Bruno: chitarre (dal 1967 al 1971)
- Vincenzo Lombardo: basso (fino al 1971)
- Mauro Culotta: chitarre (dal 1971 al 1974)
- Pino Salpietro: batteria morto nel 2021
- Ettore Cardullo: basso
- Pippo Landro: tastiere
- Enrico Bianchi: voce, tastiere (dal 1992)

## Discografia

### Album in studio
- 1974 - Gens (Philips, 6323 031 L)
- 1992 - Uomini, non dei: vede l'ingresso di Enrico Bianchi alla voce ed alle tastiere, nuova voce dei Gens e autore del pezzo Uomini, non dei con Culotta. Il disco racchiude i vecchi successi riarrangiati ed alcuni inediti ed arriva nella classifica di TV Sorrisi e Canzoni per alcune settimane.(Edizioni musicali: Radio Italia, RILP003)

### Singoli
- 1968 - In fondo al viale/Laura (dei giorni andati) (Det, dtp 40)
- 1969 - Insieme a lei/Vestita di bianco (Det, dtp 47)
- 1970 - La stagione di un fiore/Fotomodella (Det, dtp 53)
- 1970 - Ancora e sempre/Stamattina (Det, dtp 56)
- 1971 - Lo schiaffo/Amo te, ami me (Amico, ZSLF 50168)
- 1972 - Piccolo grande amore/Ti perdono (Amico, ZSLF 50272)
- 1972 - Per chi/Piccolo grande amore (Philips, 6025 056)
- 1972 - Anche un fiore lo sa/La nostra realtà (Philips, 6025 072)
- 1973 - Cara amica mia/Quella sera (Philips, 6025 089)
- 1974 - Quanto freddo c'è (negli occhi tuoi)/Uno di noi (Philips, 6025 112)
- 1974 - L'uomo nasce/Uno di noi (Philips, 6025 125)

### Raccolte
- 1996 Il meglio (Duck Record, DGCD 134)
- 2006 Per chi (Green Records, GRCD 6411)